# NGC 4045
NGC 4045 је спирална галаксија у сазвежђу Девица која се налази на NGC листи објеката дубоког неба.
Деклинација објекта је + 1° 58' 37" а ректасцензија 12h 2m 42,2s. Привидна величина (магнитуда) објекта NGC 4045 износи 11,9 а фотографска магнитуда 12,8. Налази се на удаљености од 31,5000 милиона парсека од Сунца. NGC 4045 је још познат и под ознакама NGC 4046, UGC 7021, MCG 0-31-22, CGCG 13-46, Todd 13a, IRAS 12001+0215, PGC 38031.